# Portland, Oregon
Portland este un oraș situat în nord-vestul Statelor Unite ale Americii, în apropiere de confluența râurilor Willamette⁠(d) și Columbia în statul Oregon. În iulie 2009 avea o populație estimată la 582.130 de locuitori făcându-l al 28 lea oraș ca număr de locuitori din Statele Unite. Acesta este considerat ca fiind cel mai ecologic sau „verde” oraș din Statele Unite și al doilea din lume. Portland este cel mai populat oraș din Oregon și al treilea din Pacific Northwest, după Seattle, Washington și Vancouver, British Columbia. Aproximativ doua milioane de oameni trăiesc în Zona metropolitană Portland, a 23 a cea mai populată din Statele Unite ale Americii.
Orașul este situat pe malul fluviului Columbia, care desparte statele Oregon și Washington; este străbătut de râul Willamette⁠(d), care îl împarte in jumătate. Este înconjurat de munți, dintre care Mount Hood ("Muntele Căciulă") este cel mai cunoscut.
Datorită faptului că orașul este aproape de Oceanul Pacific, clima este foarte umedă toamna, iarna și primăvara, în timp ce vara este plăcută. Datorită iernilor domoale, în acest oraș se stabilesc multe persoane în vârstă.Acest climat este ideal pentru cultivarea trandafirilor, iar Portland a fost numit „Orașul Trandafirilor” de peste un secol.
--Istoria Micului Beirut--
"Micul Beirut" este numele dat orașului Portland (statul Oregon) pentru că 30.000 de libanezi au invadat tot statul american nordic
Oregon.

## Personalități născute aici
- Mitch Pileggi (n. 1952), actor.